# Senna (botanica)
Senna Mill. è un genere di piccoli alberi e arbusti appartenenti alla famiglia  delle Fabacee (o Leguminose).

## Descrizione
Il genere comprende specie erbacee, arbustive, arboree e anche alcune specie rampicanti, caratterizzate da una distintiva struttura florale e dalla presenza in diverse specie di nettàri extra-floreali.

## Distribuzione e habitat
La maggior parte delle specie (oltre l'80%) è distribuita nelle Americhe, le rimanenti si trovano perlopiù nell'Africa tropicale, in Madagascar e in Australia, con solo poche specie nel sud-est asiatico e in alcune isole del Pacifico.

## Tassonomia
Il genere Senna appartiene alla famiglia delle Leguminose, sottofamiglia delle Cesalpinioidee e tribù delle Cassieae. La maggior parte delle specie era in passato attribuita al genere Cassia, prima che gli studi di filogenesi molecolare portassero al loro spostamento in questo genere.
Al genere Senna  vengono attualmente attribuite (giugno 2023) oltre 280 specie.

## Usi terapeutici
Senna alexandrina è probabilmente l'erba lassativa più largamente utilizzata nelle preparazioni erboristiche. Appartiene alla classe dei lassativi naturali, chiamata antrachinonica, che sono sconsigliati in gravidanza, nella fase dell'allattamento e nel caso il paziente soffra di emorroidi. Se ne utilizzano le foglie, assunte per via orale tramite una tisana o, con effetto più blando, i follicoli.